# David Kahne
David Kahne es un productor musical, compositor y músico estadounidense.

## Biografía
Kahne comenzó su carrera musical como músico de sesión y poco tiempo después se convirtió en A&R de 415 Records, la primera compañía discográfica de San Francisco dedicada al punk y el new wave. Llevó el desarrollo de artistas y trabajó como productor e ingeniero de sonido en 415 hasta que abandonó la compañía para aceptar un cargo de vicepresidente de A&R en Columbia Records. Posteriormente, desarrolló el mismo cargo en Warner Bros. Records. 
Produjo el álbum de Tony Bennet MTV Unplugged, ganador de un premio Grammy en la categoría de álbum del año. También produjo a otros artistas como Paul McCartney, Fishbone, Sublime, The Strokes, Sugar Ray, The Bangles, Romeo Void, Stevie Nicks, Teddy Thompson, New Order, Lana Del Rey, The Outfield, Renee Fleming, Regina Spektor, 78violet y Alexz Johnson.
Kahne compuso y produjo la banda sonora del largometraje Bloom, una película escrita y dirigida por Sean Walsh basada en la novela de James Joyce UIises. También compuso e interpretó la banda sonora de la película de 2011 Magic Trip. También realizó la banda sonora de la película de Alex Gibney The Armstrong Lie, sobre el regreso del ciclista Lance Armstrong y su posterior retirada. Kahne también ferticipe en parte de la composición del álbum My December de la cantante Kelly Clarkson.
En la actualidad trabaja como supervisor musical con un equipo de A&R que incluye también a  Matt Pinfield, Rich Russo, and Tony Shimkin.